# Єпархія Пафо
Пафосська єпархія (лат.: Dioecesis Paphiensis) - закрита кафедра та титульна кафедрою католицької церкви .

## Історія
Пафос — стародавня єпископська резиденція автокефальної Кіпрської церкви, яка досі існує, суфраган Архієпархії Саламін. Місто відвідали апостол Павло з Тарса та його учень Тит. Першим єпископом мав би бути Епафрас, згаданий у листі до Колосян ( [[|Col]] 1,7), наступником якого став Тит, висвячений на диякона святим Павлом і помер мучеником. У І тисячолітті зафіксовано небагато грецьких єпископів: Кирило, присутній на Нікейському соборі 325 року; Юлій, який прибув на Константинопольську раду в 381 р.; Теодор, автор життєпису Спиридона, єпископа Тремітонтського; і Сапріцій, який брав участь в Ефеській раді в 431 році.
Коли острів був завойований армією хрестоносців наприкінці ХІІ століття, на ньому була встановлена ієрархія латинського обряду зі схвалення Папи Целестина III. Таким чином Пафос став єпископством латинського обряду, суфраганом Нікосійської архієпархії; попередній грецький єпископ міста та його наступники були віднесені до підлеглих латинських і обмежені містом Арсиноя.
В епоху західного розколу латинська церква Кіпру стала на бік авіньйонського папства.
Західна присутність на острові закінчилася з падінням Фамагусти в 1571 році в руках османської армії. Тих, хто не встиг втекти, турки винищували, які також зруйнували більшість культових місць латинського обряду або переобладнали їх на мечеті. Останнім єпископом Пафосу був венеціанец Франческо Контаріні, який брав участь у Тридентському соборі і був убитий турками в 1570 році. Від стародавнього латинського собору, зруйнованого землетрусом, залишилися лише археологічні залишки.
У перші десятиліття XVII століття латинське присутність на кіпрському острові обмежувалося францисканським монастирем в Ларнаці та каплицею в Нікосії, які приймали паломників, які приїжджали із Заходу, і виконували релігійні функції для прохідних купців і моряків. Невеликою була і громада католицьких маронітів.
Однак Propaganda Fide, щоб посилити присутність латино-католиків та її місіонерську діяльність, подумала про створення новоъ єпархії Paphiensis, чиї єпископи, здається, проживали в Нікосії, у тому, що століттям раніше було францисканським хоспісом поруч із собором. Це місце, однак, мало коротке життя через невелику кількість вірних, тому в Римі дійшло висновку «що та (єпископська) гідність абсолютно марна на тому острові". Після смерті францисканця Леонардо Паолі Пафос остаточно став титулярним єпископством; місце було вакантним з 14 серпня 1973 року.
Місто Пафос сьогодні є резиденцією однієї з чотирьох кіпрських парафій, які залежать від Єрусалимського латинського патріархату, присвячених Стовпе Святого Павла.

## Хронотаксис єпископів

### Грецькі єпископи
- Кирило † (згадується в 325 р.)
- Юлій † (згадується в 381 р.)
- Теодор † (IV ст.)
- Саприцій † (згадується в 431 р.)

### Латинські єпископи
- B. † (згадується 3 січня 1197 р.)
- Мартін † (до жовтня 1220 р. - після 14 вересня 1222 р.)
- Жан † (помер до 19 липня 1231 р. - 30 грудня 1237 р.)
- Генріх † (до 9 жовтня 1238 р. — 2 березня 1239 р., призначений архієпископом Назарету)
- Жан де Романіс † (22 лютого 1245 - 26 березня 1253 р., пішов у відставку)
- Емануель Фраяпані † (30 травня 1254 р. - ?)
- Павло † (помер до 7 травня 1256 - 23 травня 1268 р.)
- П'єр де Шарпіньї † (помер до 9 листопада 1269 - 1286/1287 р.)
- Роберт, OFM † (22 квітня 1289 - 1292 р., помер)
- Нікола Унгаро † (до 10 вересня 1292 - 28 вересня 1299 р., призначений єпископом Анкони)
- П'єр де Монтеоліво † (4 квітня 1302 р. - 8 червня 1310 р., помер)
- Джакомо Моро † (помер до 4 липня 1312 - 21 грудня 1320 р.)
- Аймері де Набінал, OFM † (помер 18 липня 1322 - 24 лютого 1327 р.)
- Жерар де Вітріні (Вейрин) † ( 1327 - близько 1334 р. помер)
  - Філіппо Алеманно † (згадується 3 січня 1336 р.) (обраний єпископ)
- Оддо де Канкалііс † (2 червня 1337 р. - ? помер)
- Хелі де Шамбаріак † (21 квітня 1357 р. - ? помер)
- Раймонд Роберт † (12 жовтня 1377 р . - ? помер)
  - Піно Орделаффі † (до 1386 — 9 березня 1394 призначений єпископом Червії) [3]
- Симон † (згадується 15 червня 1396 р.)
  - Жоффруа † (обраний єпископ)
- Бертран де Кадоен, OSB † (26 жовтня 1408 - 15 лютого 1413 призначений єпископом Сен-Флур)
  - Жан Петі, OESA † (23 листопада 1413 р. - ? помер) (апостольський адміністратор)
- Ангел Норсії, OFM † (5 травня 1428 р. - ? помер)
- Ланселот де Лузіньян † (2 травня 1438 - 20 березня 1444 скинутий)
  - Андрій, OP † (20 березня 1444 р. - ? пішов у відставку) (похвально)
  - Геласій Монтолівський † (2 липня 1445 р. - ? померлий) (у commenda)
  - Джакомо ді Коїмбра † (18 червня 1457 - 27 серпня 1459 р., помер) (апостольський адміністратор)
- Мікеле † (14 грудня 1459 - 1471 р., помер)
- Гульєльмо Гометі, OESA † (помер 13 травня 1471 — вересень 1473 р.)
- Антоніо Массоніо, OFM † (26 листопада 1473 - 1488 помер)
- П'єтро Ланді † (9 березня 1489 - 1493 р., помер)
  - Доменіко Грімані † (16 грудня 1493 — 3 липня 1495 р., призначений апостольським адміністратором Нікосії) (апостольський адміністратор)
- Якопо Пезаро † (3 липня 1495 р. - ? помер)[4]
- Джованні Марія Пізауро (або де Кадапесаріо) [5] † (3 липня 1495 - 1541 р., помер)
- П'єтро Контаріні † (9 серпня 1557 - 1562 р., пішов у відставку)
- Франческо Контаріні † (16 грудня 1562 - 1570 р.. помер)
  - Осідок закритий
- П'єтро ді Веспа, О.Карм. † (16 липня 1629 р . - помер приблизно 1653 р.)
- Джованні Баттіста ді Тоді, OFM † (помер 19 липня 1660 — 31 липня 1666 р.)
- Арсеніо Сассі ді Менаджо, OFM † (14 листопада 1667 - 1670 р., помер)
- Леонардо Паолі ді Камайоре, OFM † (помер 27 травня 1675 - 6 липня 1684 р.)

### Титулярні єпископи
- Алоїзіо Корнеліо † (30 червня 1589 р. - ?)
- Лука Антоніо Джільі † (17 листопада 1597 — грудень 1597 змінив єпископа Алатрі)
- Томмазо Піолатто (Біолато), CRL † (18 липня 1605 — 1606 змінив єпископа Фоссано)
- Джузеппе Дельфіно † (2 травня 1616 р. - ? помер)
  - Відновлено
- Michał Szembek† (13 вересня 1706 - помер до 19 червня 1726 р.)
- Адам Двердіч † (помер 17 липня 1775 - 8 лютого 1778 р.)
- Антон Фердинанд фон Роткірх і Пантен † (помер 25 червня 1781 - 21 квітня 1805 р.)
- Фердинандо Маттеї † (23 грудня 1805 — 18 вересня 1807 призначений єпископом Мальти)
- Іларіон Алькасар, OP † (помер 5 вересня 1848 - 15 жовтня 1870 р.)
- Паскуале Геріні † (6 травня 1879 — 23 листопада 1886 р., призначений архієпископом Шкодря)
- Матурін Пікарда, CSSp. † (помер 19 липня 1887 — 22 січня 1889 р.)
- Чарльз Марбах † (помер 4 червня 1891 - 17 жовтня 1916 р.)
- Жорж-Марі де Лабоніньєр де Бомон, CSSp. † (22 березня 1917 — 26 грудня 1919 р., змінив єпископа Сен-Дені-де-ла-Реюньйон)
- Антон Підлага † (8 березня 1920 - 14 лютого 1932 р., помер)
  - Лауренц Матіас Вінценц † (30 березня 1932 — 6 травня 1932 змінив єпископа Кура) (обраний єпископ)[6]
- Джозеф Фань Хен-нфан † (10 січня 1933 — 11 квітня 1946 р., призначений єпископом Цзініна)
- Бенджамін Ібберсон Вебстер † (24 вересня 1946 — 21 квітня 1954 р., призначений єпископом Пітерборо)
- Єремія Френсіс Мініхан † (помер 21 травня 1954 — 14 серпня 1973 р.)

## Зовнішні посилання
- (англ.) La sede titolare nel sito di www.catholic-hierarchy.org
- [diocese Єпархія Пафо] // Catholic-Hierarchy.org. ed. David M. Cheney. 1996-2013. Revised: 16 March 2013.

- (англ.) La diocesi nel sito di www.gcatholic.org